# 久努村
久努村（くどむら）は静岡県の西部、山名郡・磐田郡に属していた村である。袋井市中心部の東側にあたる。

## 地理
- 山：小笠山
- 河川：原野谷川、逆川

## 歴史
字は同じだが久努国は「くののくに」と呼び、周辺には久能という地名で残っている。また久努国造の本拠が存在したともされる。
- 1889年（明治22年）4月1日 - 町村制の施行により山名郡広岡村［大部分］、国本村、周智郡村松村が合併して山名郡久努村が発足。
- 1896年（明治29年）4月1日 - 郡制の施行により所属郡が磐田郡に変更。
- 1952年（昭和27年）10月10日 - 袋井町と合併し、改めて袋井町が発足。同日久努村廃止。

## 交通

### 鉄道路線
- 国道1号（東海道）

## 名所・旧跡・観光スポット・祭事・催事
- 油山寺（遠州三山）

## 村長
- 杉山東太郎